# Neorina princesa
Neorina princesa är en fjärilsart som beskrevs av Otto Staudinger 1889. Neorina princesa ingår i släktet Neorina och familjen praktfjärilar. Inga underarter finns listade i Catalogue of Life.